# バイエルン放送
バイエルン放送（バイエルンほうそう、ドイツ語: Bayerischer Rundfunk BR）は、バイエルン州 ミュンヘンに本部を置くドイツの公共放送局。ARD加盟9局のひとつで、バイエルン州のみを放送対象地域とする。ARDの一日の放送のうち、5分の1を本局が制作している。

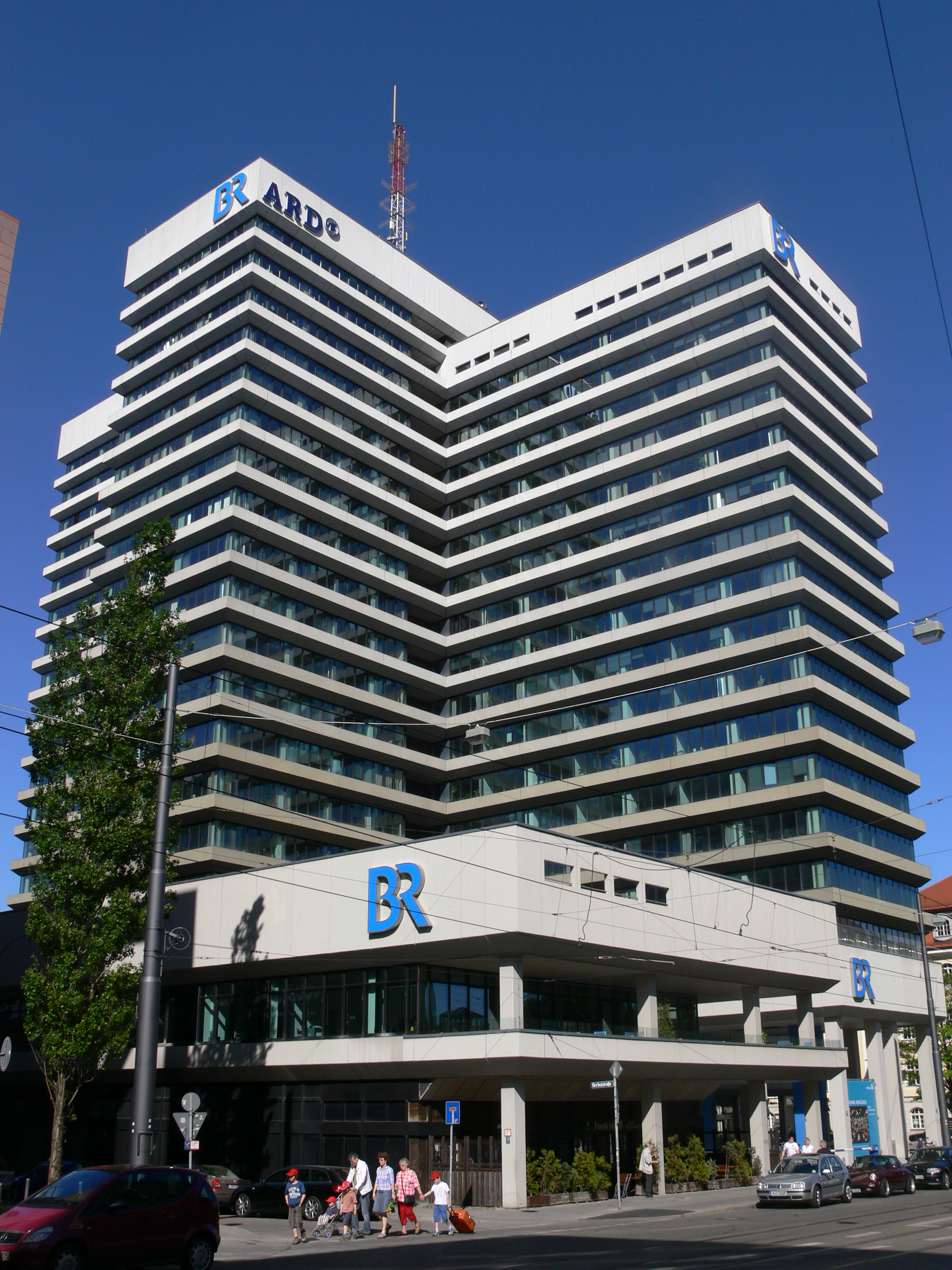
ミュンヘンのバイエルン放送本部

## 概要
バイエルン州におけるラジオ放送は、1922年にミュンヘンに「ドイチェ・シュトゥンデ・イン・バイエルン（Deutsche Stunde in Bayern）」が設立されたことに始まる。1931年には「バイエルン放送有限会社（Bayerischer Rundfunk GmbH）」に改組されるが、1933年にナチス政権のもと全国の放送が強制統合され「ミュンヘン帝国放送局（Reichssender München）」となる。
戦後、アメリカ軍占領下のもと「ラジオ・ミュンヘン（Radio Munich）」が設立され、1949年にドイツ側に引き渡され現在のバイエルン放送が成立した。

## 主な制作番組
- Rundschau
- quer
- Münchner Runde (政治討論番組)
- alpha-Centauri
- Space Night
- Kunst und Krempel
- Unter unserem Himmel
- Café Meineid
- Zur Freiheit